# Bahnhof Bray-sur-Seine

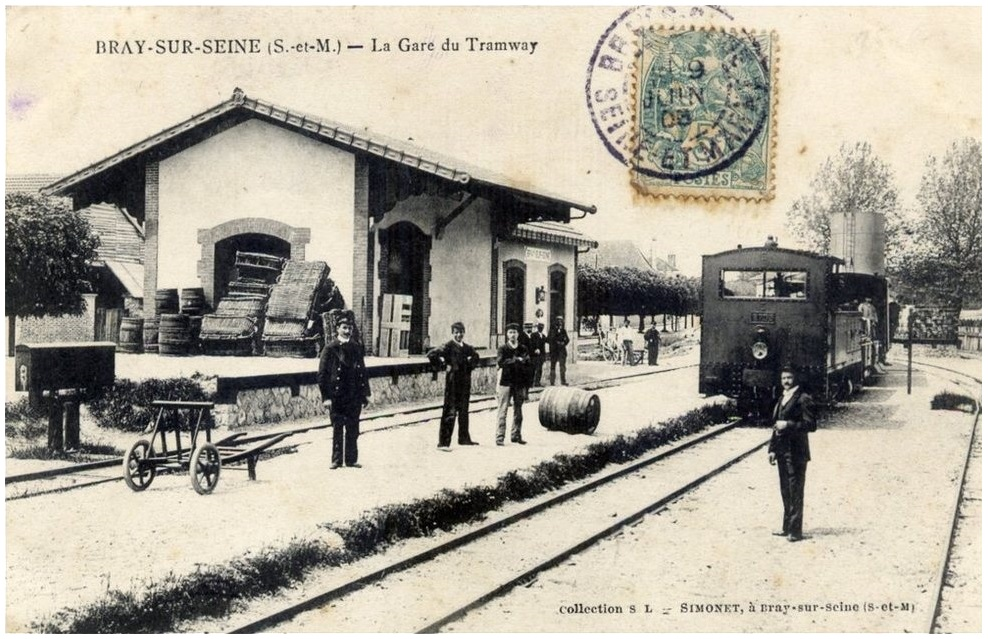
Der Bahnhof in Bray-sur-Seine auf einer Postkarte (Anfang des 20. Jahrhunderts)

Der Bahnhof in Bray-sur-Seine, einer französischen Gemeinde im Département Seine-et-Marne in der Region Île-de-France, wurde 1902/03 errichtet.
Der ehemalige Bahnhof erinnert an die 1902 eröffnete Straßenbahnlinie, die von Sablonnières nach Bray-sur-Seine führte. 
Am 15. Januar 1934 wurde der Personentransport und im Jahr 1950 der Gütertransport eingestellt.
Das Empfangsgebäude aus Bruch- und Ziegelstein wurde verkauft und vom neuen Eigentümer zu einem Wohnhaus umgebaut.